# Basílica de Santa Chiara (Nápoles)
La Basílica y el Convento de Santa Clara se construyeron entre 1310 y 1340, sobre un complejo de baños romanos del siglo I d. C., cerca de la muralla occidental de la ciudad de Nápoles (Campania, Italia). Es la mayor iglesia gótica de la ciudad.
El complejo monástico de la basílica incluye un monasterio con cuatro claustros monumentales, excavaciones arqueológicas, un museo donde se pueden ver los restos de frescos de Giotto en las salas que era ocupada por las monjas.
Cada primer sábado del mes de mayo las cápsulas que contienen la sangre de San Jenaro (patrono de la ciudad de Nápoles) son trasladadas en solemne procesión desde la Catedral de Nápoles hasta esta basílica, para celebrar en ella el fenómeno de la licuación de la sangre del santo mártir.

## Interior
Detrás del altar mayor se encuentra el sepulcro del rey Roberto I de Nápoles, que fue esculpido por Pacio y Giovanni Bertini en 1343. En las capillas laterales se encuentran los sepulcros del rey Borbón de Nápoles, Francisco II y su consorte María Sofía de Baviera, así como los de la reina María Cristina de Saboya y del héroe nacional Salvo D'Acquisto (un carabinero que sacrificó su vida para salvar la vida de 22 rehenes civiles durante la ocupación nazi). La iglesia se utilizó, incluso antes de que se completara formalmente, para albergar las reliquias de San Luis de Toulouse, hermano mayor del rey Roberto. Una de estas reliquias era el cerebro de San Luis, en un relicario ornamentado decorado con una corona que la reina Sancha había donado en memoria de su cuñado.

## Galería de imágenes

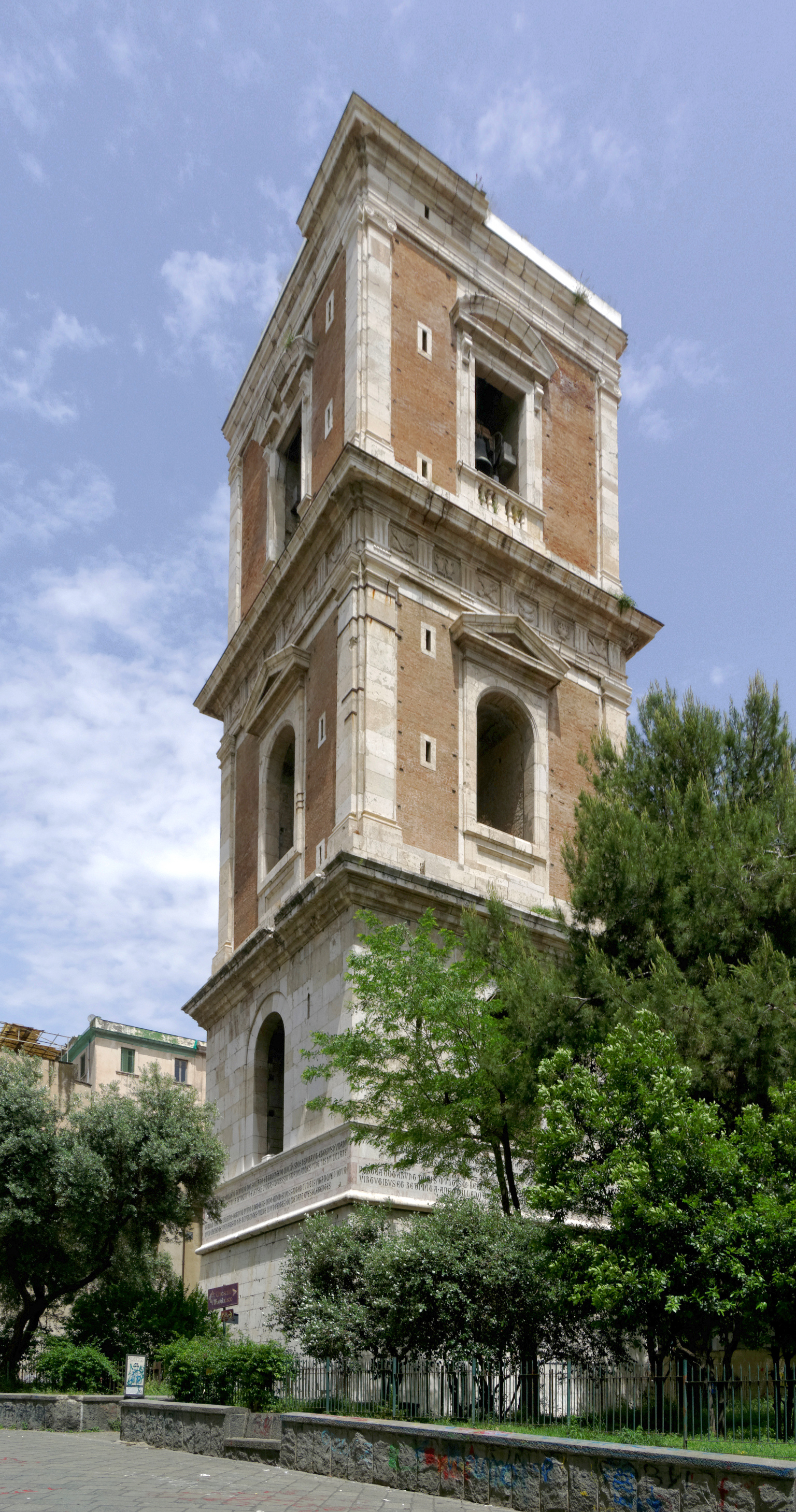
Campanario.
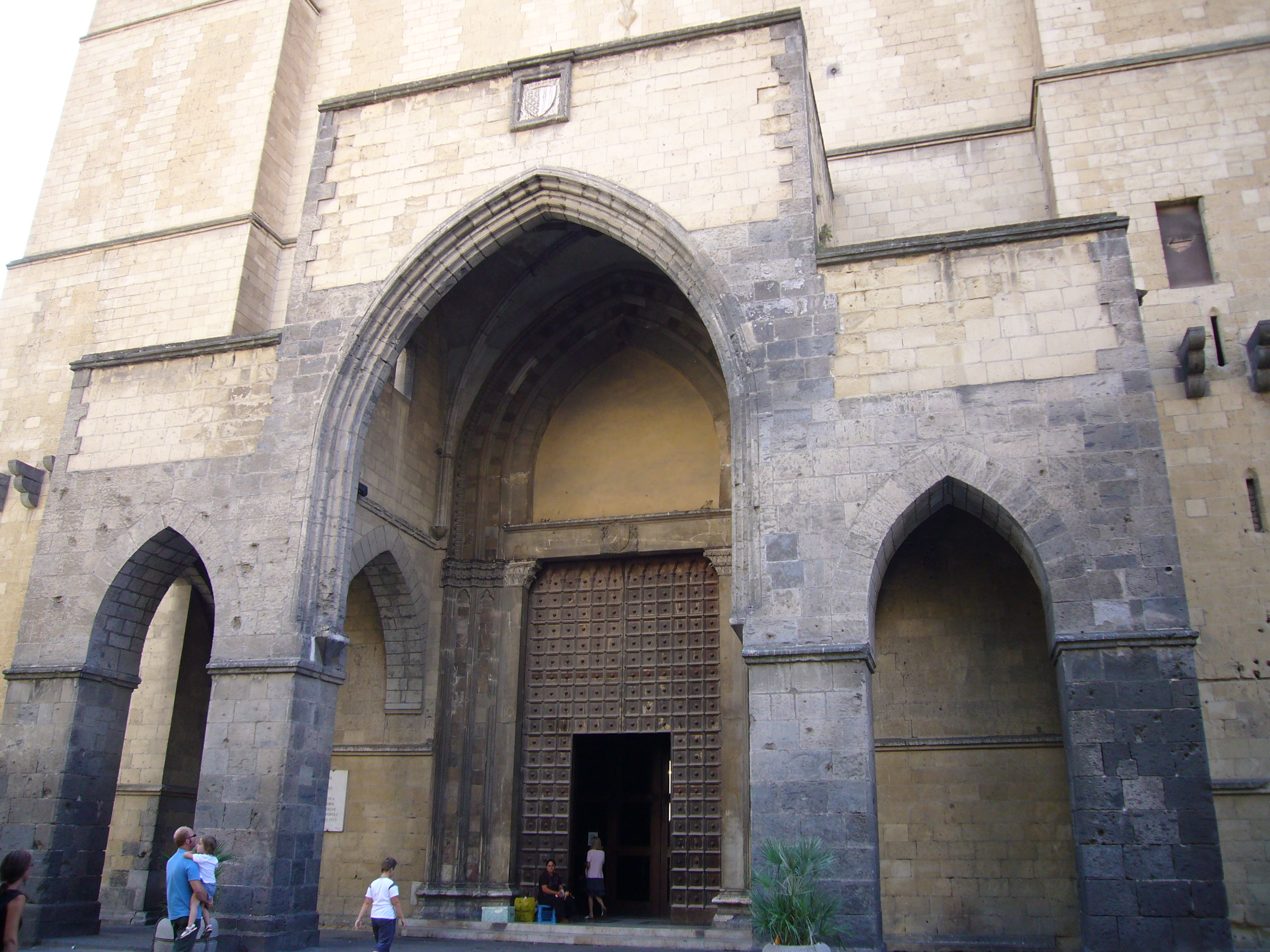
Portal.
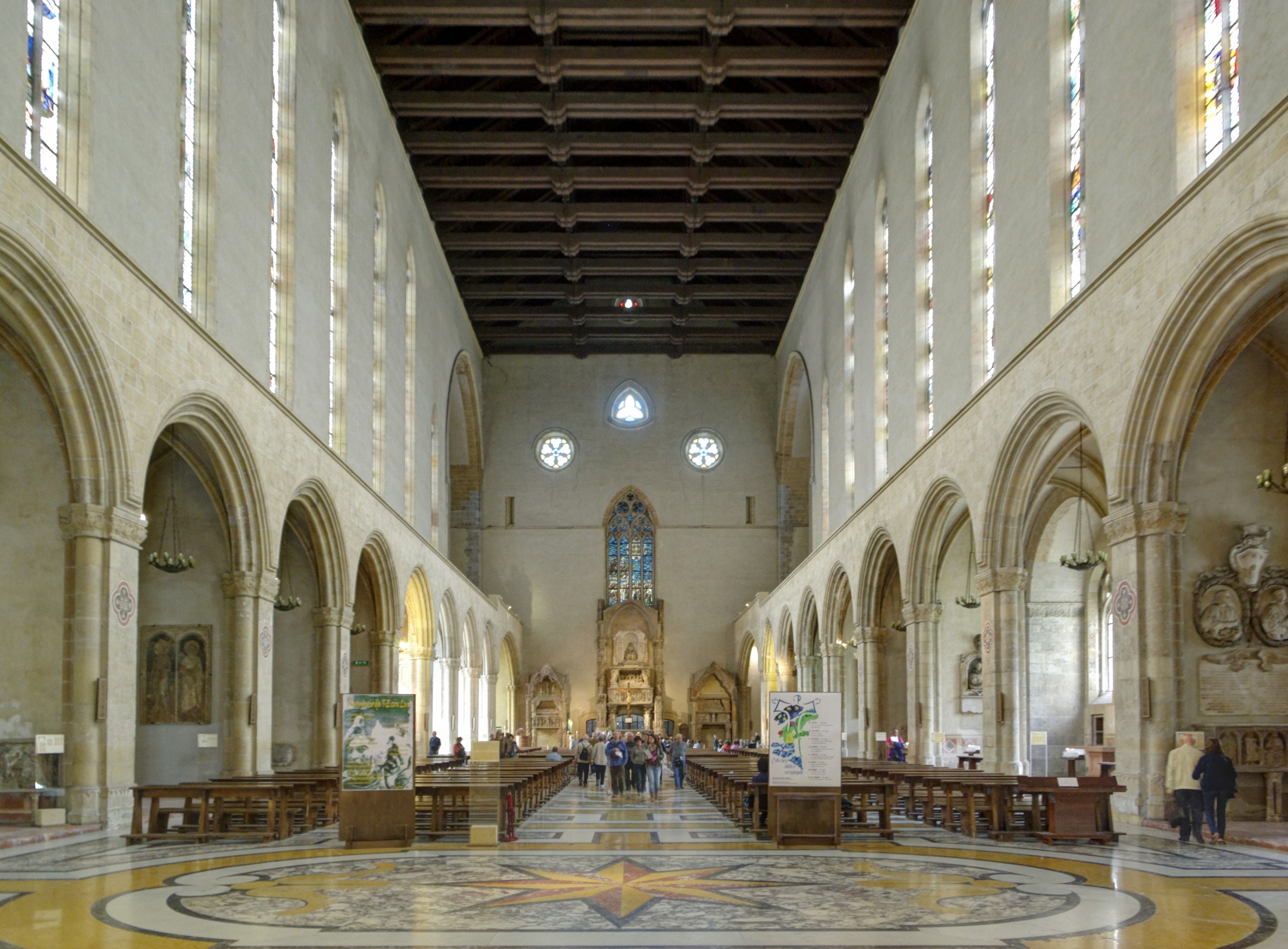
Nave central.
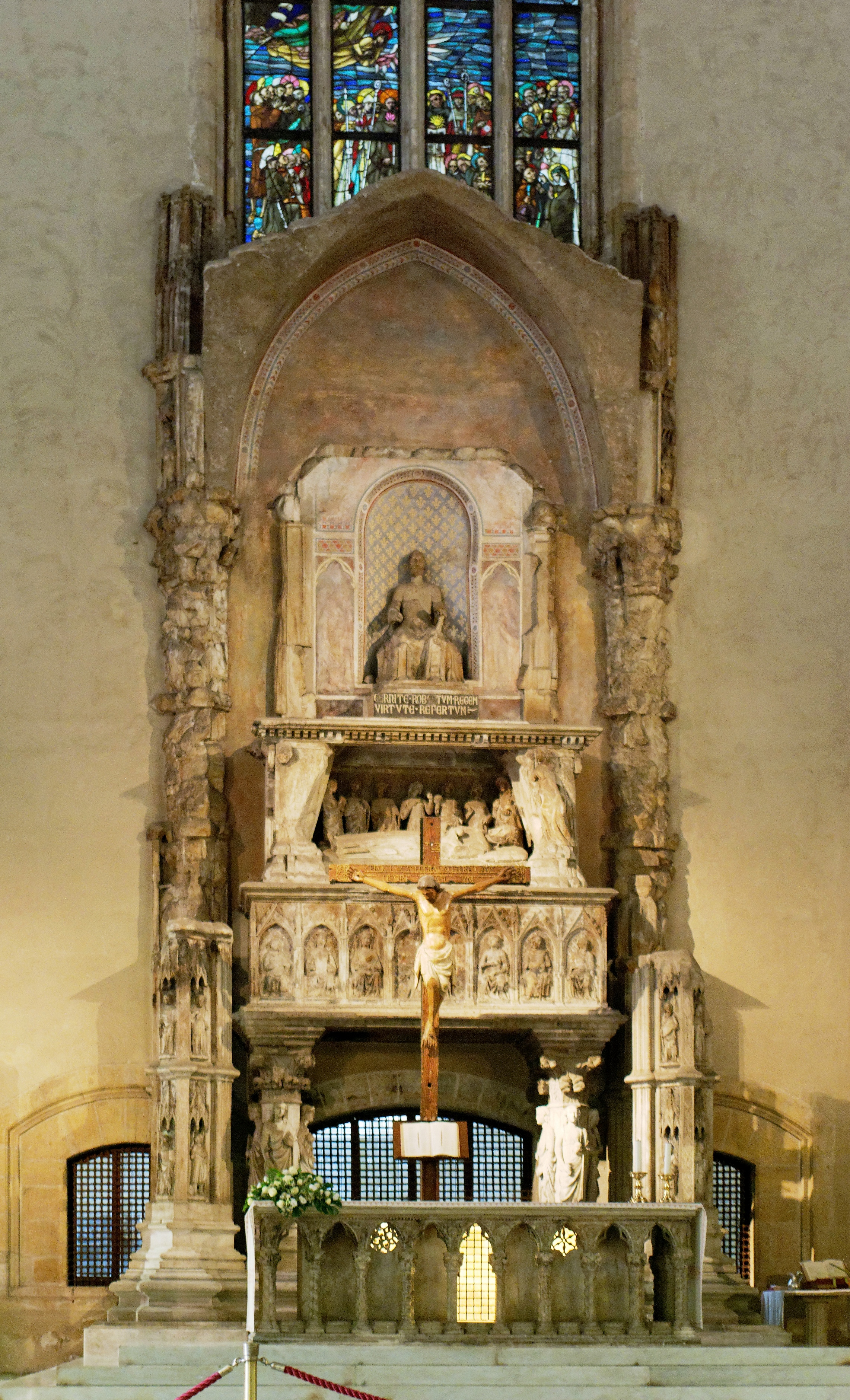
Altar central y sepulcros reales.
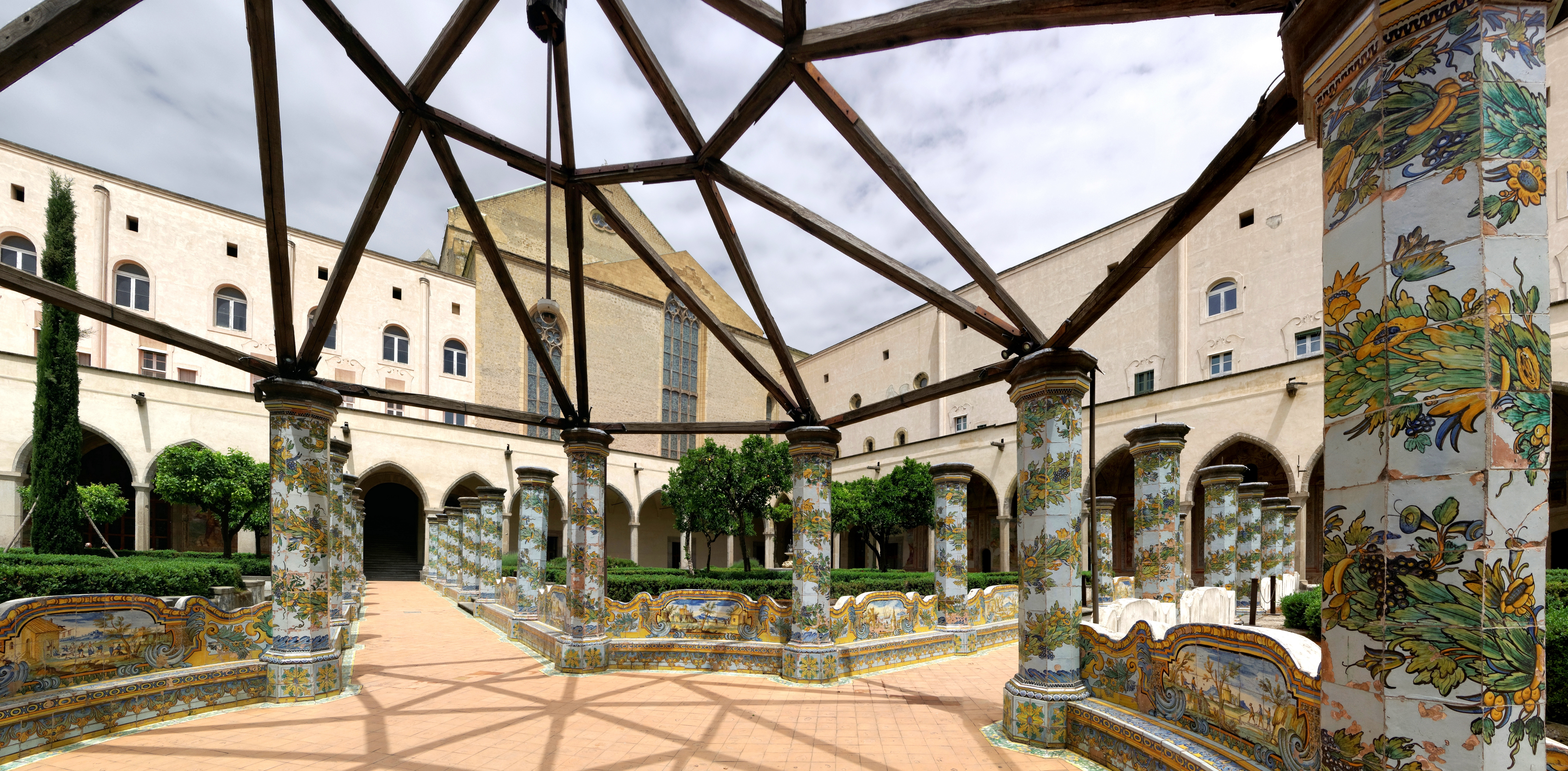
Mayólicas en el claustro.
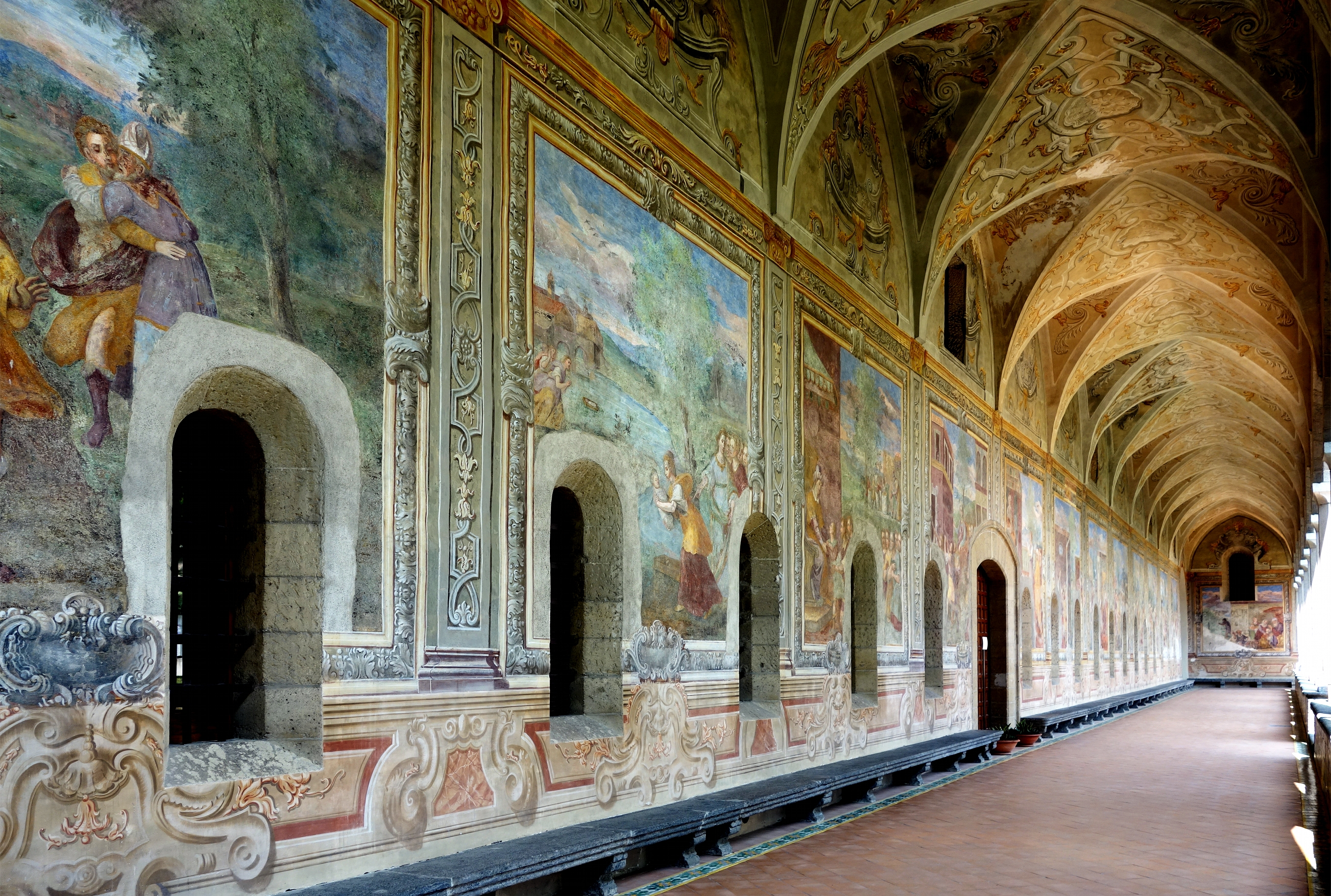
Frescos en el claustro.
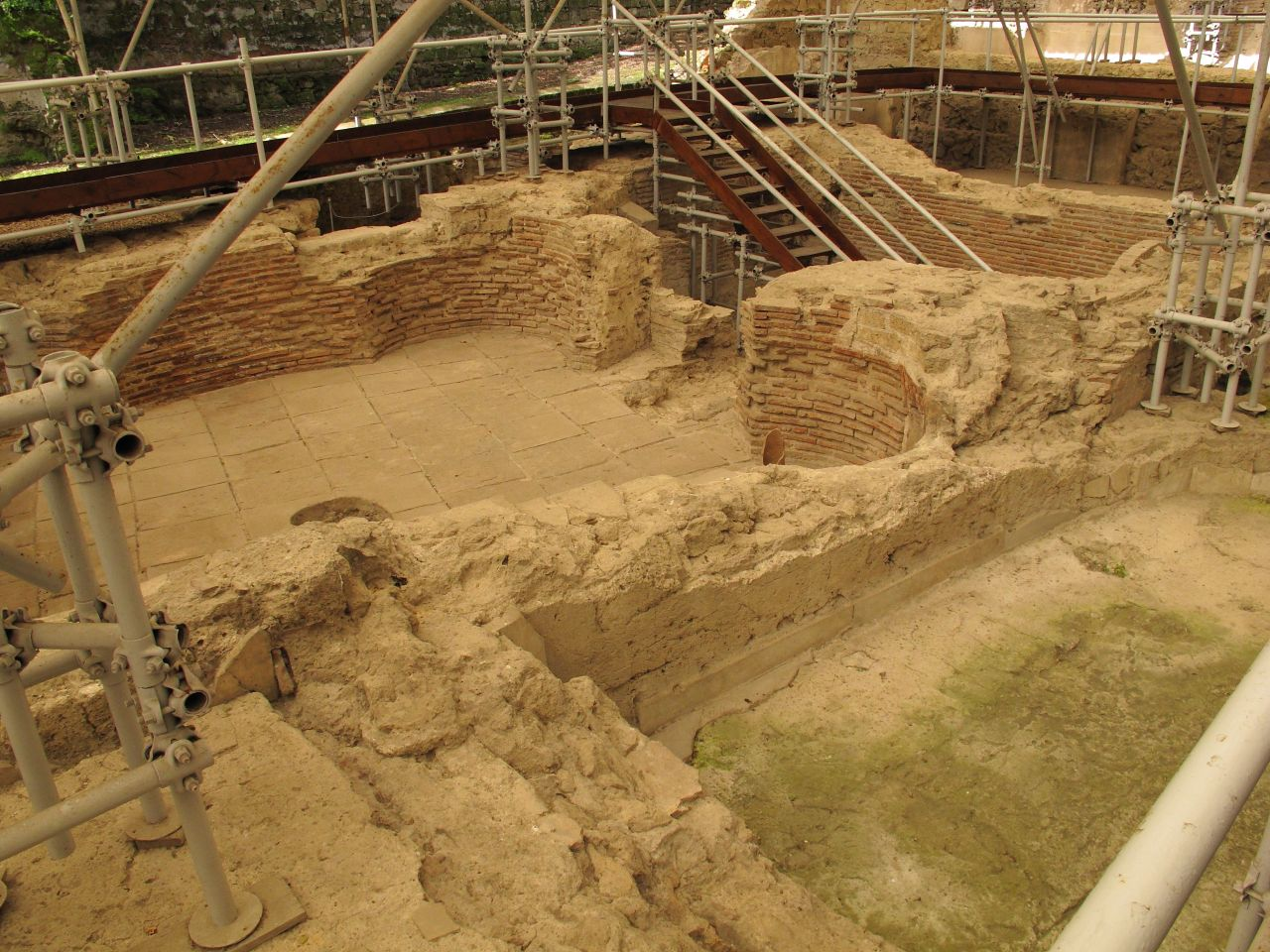
Ruinas de época romana.